# KBS 신춘 장기 최고수전
KBS 신춘 장기 최고수전(-新春 將棋 最高手戰)은 KBS 3TV에서 1983년부터 1990년까지 8회에 걸쳐 진행하였던 장기 기전 및 방송 프로그램이다.

## 역대 우승자
| 횟수 | 년도   | 우승   | 준우승 |
| ---- | ------ | ------ | ------ |
| 1회  | 1983년 | 최종윤 | 김용득 |
| 2회  | 1984년 | 강용구 | 이남춘 |
| 3회  | 1985년 | 이남춘 | 최성우 |
| 4회  | 1986년 | 이남춘 | 이명선 |
| 5회  | 1987년 | 노경국 | 김민수 |
| 6회  | 1988년 | 성우제 | 이남춘 |
| 7회  | 1989년 | 최성우 | 송종일 |
| 8회  | 1990년 | 김경만 | 지차룡 |